# Баденова-Штадіон
Бадено́ва-Штадіон (нім. Badenova-Stadion) — футбольний стадіон у німецькому місті Фрайбург. Відкритий 1953 року. З вересня 1954 року по вересень 2021 року стадіон був домашньою ареною футбольного клубу «Фрайбург».

## Опис
Стадіон розрахований на 24 000 місць. Поле має трав'яне покриття. Носить ім'я спонсора. 1993 року Рольф Діш і тренер Фолькер Фінке ініціювали установку сонячних батарей на даху стадіону.